# Libor Malina
Libor Malina (ur. 14 czerwca 1973 w Kladnie) – czeski lekkoatleta specjalizujący się z rzucie dyskiem.
Uczestnik igrzysk olimpijskich, mistrzostw Europy i świata. Trzynastokrotny mistrz kraju (1996-1999, 2001-2008, 2010). Jego rekord życiowy ustanowiony podczas mistrzostw Czech w 2001 roku wynosi 67,13 m i jest rekordem tej imprezy.

## Osiągnięcia
| Rok  | Impreza                     | Miejsce   | Pozycja | Wynik |
| ---- | --------------------------- | --------- | ------- | ----- |
| 1992 | Mistrzostwa świata juniorów | Seul      | 5.      | 54,06 |
| 1997 | Mistrzostwa świata          | Ateny     | 14. q   | 58,00 |
| 1999 | Mistrzostwa świata          | Sewilla   | 16. q   | 57,18 |
| 2000 | Igrzyska olimpijskie        | Sydney    | 11. q   | 60,83 |
| 2002 | Mistrzostwa Europy          | Monachium | 8. q    | 60,96 |
| 2003 | Mistrzostwa świata          | Paryż     | 8. q    | 61,35 |
| 2004 | Igrzyska olimpijskie        | Ateny     | 10.     | 58,78 |
| 2005 | Mistrzostwa świata          | Helsinki  | 8. q    | 62,41 |
| 2010 | Mistrzostwa Europy          | Barcelona | 16. q   | 53,64 |